# Amarok
Amarok /ˈæmərɒk/是一款跨平台、自由、开源的音乐播放器。尽管 Amarok 是 KDE 项目的一部分，但是它的发布与KDE Software Compilation 的发布周期无关。 Amarok 以 GNU 通用公共许可证（第2版）发布。
它的名字最初是amaroK，在2006年6月中時才改成Amarok。

## 历史与發展目標

### 历史
该项目最初由 Mark Kretschmann 发起，作为改进XMMS的一种手段：多个可用性问题干扰了将新文件添加到播放列表这一功能，由于实现一个任务存在多个用户界面元素。最初的 amaroK 基于在 Midnight Commander 中看到的双窗格界面的想法而创建，并且由 Kretschmann 单独发布的第一个版本基于允许用户将音乐拖放到界面的想法，界面中播放列表显示在右侧，信息在左侧。
在最初发布 AmaroK 之后，几位开发人员加入了这个项目，形成了“Three M's”，其中第一个是 Max Howell，他是该项目的界面设计师和程序员，以及 Muesli（Christian Muehlhaeuser），他为应用界面提供想法并参与开发直到后期的1.4版本。
这款程序的命名是來自麦克·欧菲尔德的專輯amaroK。拼写在2006年6月更改为Amarok。
2008年12月12日发布了 Amarok 的一个新的2.0大版本。2009年6月3日，2.1版发布，重新引入了1.4版的一些功能，这些功能在最初的2.0版本中缺少，并且引入了一些功能如首次支持本机的回放增益。

### 目标
Amarok 的標語是“再發現您的音樂”（Rediscover Your Music），它的發展是基於這一思想。Amarok 的核心功能，如獨特的“背景瀏覽器”，整合維基百科查找和歌詞下載。幫助用戶尋找新的音樂，並且更了解他們的音樂。Amarok 還具有集成 last.fm，給予用戶建議關於哪些演奏者可滿足他們的心情；以及與 Magnatune 一體化，在他們的目錄中所有的音樂不需花費就可聽取以及購買無DRM的音樂。

## 特點

### 基本用途和功能
Amarok在播放音樂檔案以外還提供了很多功能。例如Amarok可以根據音樂類型、歌手和專輯來管理音樂集，也可以為眾多的音樂格式加入標籤，加入歌詞、唱片封面，也會自動按所播放的音樂評分。
Amarok提供了以下基本功能：
- 播放以下不同的音樂檔案格式FLAC、Ogg、MP3、AAC、WAV、WMA和Musepack，也能夠根據安裝。不過注意Amarok不會播放有DRM的音樂。
- 為數碼音樂檔案套用標籤（現在支援Ogg、WMA、AAC、MP3和RealMedia）。
- 讓音樂專輯加上封面，而封面可以到Amazon.com下載。
- 建立和編輯播放清單，包括智慧型和動態播放清單，動態播放清單可以透過Amarok Script提供評分資訊，同時播放次數也會加到歌曲之中。
- 可以和一些數碼音樂播放機如：iPods、Creative Zens進行同步、下載、播放和上載。
- 可以在Wikipedia取得歌手資訊，和歌詞搜尋。
- 支援Last.fm。
- Podcast

## Amarok 2.0
Amarok 2發布於2008年12月10日帶來了大量的新功能，和完全重新設計的界面。

新功能包括：
- 緊密整合的線上服務，如Magnatune、Jamendo、MP3tunes、Last.fm和Shoutcast。
- 完全腳本API和插件支持，使他能夠更好地融入Amarok。
- 從KDE 3移殖框架到KDE 4，並使用核心技術如Solid、Phonon和Plasma。

## 版本歷史
| 顏色 | 代表意義         |
| ---- | ---------------- |
| 紅   | 舊版；已停止支援 |
| 黃   | 舊版；仍有支援   |
| 綠   | 最新穩定版       |
| 藍   | 未來的版本       |

| 主要版號 | 開發代號            | 次要版號 | 釋出日期       | 附註 |
| -------- | ------------------- | -------- | -------------- | --- |
| 0.5      | ??                  | 0.5.0    | 2003年6月23日  | 最初的版本 |
| 0.6      | ??                  | 0.6.0    | 2003年9月20日  | ?? |
| 0.7      | ??                  | 0.7.0    | 2003年11月16日 | 加入樂曲間的淡出淡入效果（Crossfading）以及自訂欄位。 |
| 1.0      | ??                  | 1.0.0    | 2004年6月17日  | 加入可搜尋的「收藏庫」、檔案瀏覽器、來自Amazon的封面和狀態。                                                                                               |
| 1.1      | I am a rock         | 1.1.0    | 2004年9月27日  | 加入樂曲評分功能以及對Xine、MAS和K3b的支援。 |
| 1.2      | ??                  | 1.2.0    | 2005年2月14日  | 支援iPod、Audioscrobbler、MySQL和一個可修改佈景的檢視器。                                                                                                  |
| 1.3      | Airborne            | 1.3.0    | 2005年8月14日  | 在介面、動態播放清單使用新的播放清單。支援Podcast、播放清單裡的相對路徑、播放清單等候區，並完成和維基百科的整合。                                          |
| 1.3      | Airborne            | 1.3.9    | 2006年3月26日  | 支援Helix和GStreamer引擎，改進Podcast播放介面。 |
| 1.4      | Fast Forward        | 1.4.0    | 2006年5月17日  | 改善對行動裝置的支援，將last.fm移到內容瀏覽器裡，對於Xine的無空隙播放，使用腳本抓取歌詞進一步整合維基百科，支援以拖曳方式抓取音樂CD，改進Podcast管理介面。 |
| 1.4      | Fast Forward        | 1.4.1    | 2006年7月2日   | 改進效能與易用性，從amaroK改名為Amarok。改由腳本的方式支援last.fm以及評分功能。                                                                            |
| 1.4      | Fast Forward        | 1.4.2    | 2006年8月22日  | DAAP用戶端、MTP媒體裝置支援。動態收藏庫，自訂last.fm站台。                                                                                                 |
| 1.4      | Fast Forward        | 1.4.3    | 2006年9月5日   | AFT (Amarok File Tracking)。 |
| 1.4      | Fast Forward        | 1.4.4    | 2006年10月30日 | 整合Magnatune，對 Crossfading提供三種不同方式使用Xine以及Helix引擎。                                                                                       |
| 1.4      | Fast Forward        | 1.4.5    | 2007年2月4日   | SHOUTcast串流，標籤。 |
| 1.4      | Fast Forward        | 1.4.6    | 2007年6月21日  | 新圖示主題、Rockbox支援。 |
| 1.4      | Fast Forward        | 1.4.7    | 2007年8月13日  | 更新圖示和Cool Streams。 |
| 1.4      | Fast Forward        | 1.4.8    | 2007年12月20日 | 加入及改進最新的iPod（使用libgpod3）：第六代iPod classic，第三代iPod nano、iPod touch。                                                                    |
| 1.4      | Fast Forward        | 1.4.9    | 2008年4月9日   | 針對Kubuntu釋出。因包含了一個重要的程式錯誤，故很快便釋出1.4.9.1版取代。                                                                                   |
| 1.4      | Fast Forward        | 1.4.9.1  | 2008年4月12日  | 更新翻譯以及修復錯誤。 |
| 1.4      | Fast Forward        | 1.4.10   | 2008年8月13日  | 非常重要的安全性更新 |
| 2.0      | In the beginning    | 2.0.0    | 2008年12月10日 | 從頭到尾重新設計介面，增加更多的圖形化特性。移植到KDE 4上。首次支援Microsoft Windows和Mac OS X系統                                                         |
| 2.0      | Magellan            | 2.0.1.1  | 2009年1月11日  | 在播放列表中搜索和過濾 |
| 2.0      | Only Time Will Tell | 2.0.2    | 2009年3月5日   | Bug和穩定性修復 |
| 2.1      | Let There be Light  | 2.1.0    | 2009年6月3日   | ReplayGain支持，内容查看，新的播放列表布局编辑器, Amarok URLs以及书签                                                                                      |
| 2.1      | Oceania             | 2.1.1    | 2009年6月17日  | Bug修复 |
| 2.2      | Sunjammer           | 2.2.0    | 2009年10月1日  | 界面修改，增加照片和视频的Plasma部件，改进收藏窗口的导航，改进了播放列表的排序和编辑                                                                       |
| 2.2      | Weightless          | 2.2.1    | 2009年11月16日 | 更快速的收藏掃描器，播客分組，自動讀取播客，播放列表中SMB（Samba）的支援。                                                                                 |
| 2.2      | Maya Gold           | 2.2.2    | 2010年1月11日  | Moodbar支援，音樂自訂標籤，播客改進，及眾多Bug修復。 |
| 2.3      | Clear Light         | 2.3.0    | 2010年3月15日  | 優化播客支援及播放列表的保存，眾多小規模改進。 |
| 2.3      | The Bell            | 2.3.1    | 2010年5月31日  | 自動化播放列表生成器，Context View的兩個新applet，封面讀取改進，及眾多Bug修復和小改進。                                                                    |
| 2.3      | Moonshine           | 2.3.2    | 2010年9月21日  | 動態採集修復（嘗試更優地與硬碟及USB大量儲存裝置協作），兼容KDE 4.5，其他Bug修復。                                                                          |
| 2.4      | Slipstream          | 2.4.0    | 2011年1月15日  | 當從檔案瀏覽器複製到本地收藏﹑音軌從某檔案格式轉換為另一種，其他Bug修復。                                                                                  |
| 2.4      | Resolution          | 2.4.1    | 2011年5月8日   | 連同遠程收藏，歌詞和iPod的處理均受改善；Organize Collection對話方塊中的新預覽特性；其他Bug修復。                                                           |
| 2.4      | Nightshade          | 2.4.2    | 2011年7月7日   | 本地音樂和播放列表中，收藏上的拖放功能可用於複製或移動；其他Bug修複。                                                                                      |
| 2.4      | Berlin              | 2.4.3    | 2011年8月1日   | 使用LLVM的前端Clang編譯，其他Bug修復。 |
| 2.5      | Earth Moving        | 2.5      | 2011年12月20日 | 重寫USB大量儲存裝置的支援，集成Amazon MP3商店，Amarok的Windows版本正式穩定。                                                                               |
| 2.6      | In Dulci Jubilo     | 2.6      | 2012年8月13日  | 對iPod及iPhone支援的翻修已完成，針對類iPod及USB大量儲存裝置的轉碼。                                                                                        |

## 外部連結
- Amarok官方網站（页面存档备份，存于）（英文）
  - 简体中文页面（页面存档备份，存于）（简体中文）
- #amarok[永久] on freenode
- Twitter上的Amarok（页面存档备份，存于）